# 菊地隆知
菊地 隆知（きくち りゅうち、1930年2月28日 - 2018年11月3日）は日本の版画家。山形県長井市出身。版画家棟方志功の兄弟弟子（版画家平塚運一に師事）。古民家、廃屋などの田舎の風景、子ども、最上川や雪景色など郷土の風景を題材とした作風で知られる。

## 来歴
- 1930年（昭和5年）山形県長井市に生まれる。版画家平塚運一に師事。
- 1956年（昭和31年）第24回日本版画協会展に初入選（以後、3回連続入選）。
- 1959年（昭和34年）第25回旺玄会展に初出品し、会友に推挙される。第11回日本版画院展に初出品（以後、毎回出品）
- 1961年（昭和36年）以前のケガがもとで福島県立医科大学附属病院にて手術。以後、右半身不自由に
- 1964年（昭和39年）第29回旺玄会展にて会員推挙。同年、第5回日版会展に出品「版の会」（東京）に参加、出品
- 1965年（昭和40年）東北現代美術協会（北展）出品、会員に推挙される（以後、毎回出品）。同年、版画懇話会（現代版画展）に参加出品。初の個展
- 1966年（昭和41年）第17回日本版画院展の会友に推挙される。同年　第37回第一美術展に出品。第7回日版会展の会友に推挙される。
- 1968年（昭和43年）第18回日本版画院展で会員に推挙される。
- 1974年（昭和49年）第4回長井市芸術文化賞を受賞し、受賞記念展が開催される。山形県総合美術展（県美展）に無審査で出品。
- 1975年（昭和50年）米沢有為会功績賞を受賞。
- 1976年（昭和51年）第8回日本版画院近作展（第1回より出品）。
- 1980年（昭和55年）日本版画院30回記念展（東京都美術館―長井市巡回）。
- 1981年（昭和56年）、TVドキュメンタリー「版画に生きる」（NHK山形放送局制作）が放映される。10月、心筋梗塞で長井市立病院に入院する（7か月）。ギャラリー十字路発足（山形県長井市）。
- 1985年（昭和60年）、山形県総合美術展（県美展）に委嘱出品。東北現代美術教会（北展）サンパウロ記念展に出品。
- 1987年（昭和62年）、本間美術館（山形県酒田市）で企画展（個展）を開催。
- 1990年（平成2年）、日本版画院40回記念展（東京都美術館―長井巡回）。
- 1992年（平成4年）第6回山形県大衆文化賞受賞
- 1993年（平成5年）日本版画院審査委員長
- 同年　東北現代美術教会（北展）設立40周年記念　上海展出品
- 1997年（平成9年）本間美術館（山形県酒田市）主催企画展　個展
- 1999年（平成11年）山形美術館　東北現代美術教会（北展）特別展示
- 2000年（平成12年）日本版画院50回記念展（東京都美術館―青森巡回）
- 同年　井原甲二のヒューマンネットワークに出演　YBCラジオ
- 2001年（平成13年）齋藤茂吉文化賞受賞
- 2005年（平成17年）日本版画院展棟方志功賞受賞
- 2018年（平成30年）心筋梗塞のため死去[1]

## おもな著作
- 1954年　長井小学校文集「あけぼの」復刊第1号表紙挿絵（以後4号まで）
- 1956年　長井小学校職員研修誌「樹」1号表紙挿絵（以後3号まで）
- 1972年　童話「雪のんのんのん」山形童話編（岩崎書店刊）挿絵
- 同年　子ども日本風土記（山形）カット挿絵
- 1973年　日本の昔話「羽前の昔話」武田正編（NHK出版）
- 1974年　教育紙芝居「みっちゃんのかかし」須藤克三作（童心社）絵
- 1975年　「地蔵さまのうた」大木一夫作
- 1976年　「日曜随想」連載（山形新聞）
- 1977年　「ガア太郎エサ代会計報告」山形・子どもと教師の文学の会編（ポプラ社）
- 1978年　「おけさ堀たんけん隊」大木一夫作（岩崎書店）
- 1982年　句集「彫層」（自家版）
- 1983年　「鼻たれ地蔵」武田正作
- 同年　句と版画「早春のむら」（緑の笛豆本の会　弘前）
- 1984年　句と版画「秋のいろ」（自家版豆本）
- 同年　「若き鷹たち」大木一夫作（岩崎書店）
- 1987年　「おせおせ源内」烏兎沼宏之作
- 1988年　句と版画「造形」（みちのく豆本の会　酒田）
- 1989年　「ひけひけ源内」烏兎沼宏之作
- 1999年　「さっちゃんのおっぱい地蔵さま」高坂かの子作

その他、山形県長井市の文化誌、月刊「芳文」の表紙を長らく担当した。